# TEN (만화)
《TEN》은 다음 웹툰에서 매주 목요일마다 연재되고 있는 웹툰이다. 작가는 다음 웹툰에서 《1호선》, 《청춘극장》 등을 연재했던 이은재이다. 장르는 학원물이며, 소개 글 등으로 미루어 봤을 때 《배틀로얄》류의 생존물로 진행될 가능성이 높다. 1기에서는 왕따이자 가장 불우한 김현의 눈물 없인 볼 수 없는 라이프를 다루고, 2기에서는 학교를 옮긴 김현의 프리즌 브레이크 적응 과정을, 현재 진행 중인 3기에서는 무명 고등학교에서 강자로 거듭나고 있는 김현의 성장 과정을 다루고 있다.

## 주요 등장 인물
- 김현

이 웹툰의 주인공. 고등학생이며, 현유학 패거리에게 왕따를 당한다. 하늘 위로 날아다니는 비행기가 학교로 추락하기를, 혹은 데스노트에 현유학의 이름을 적게 되기를 바라고 있지만 물론 상상일 뿐이다. 부모님께는 학교에서의 일들을 비밀로 하고 있다. 유지현에게 관심이 있어 보이지만, 유지현과의 만남 도중 찾아온 현유학 때문에 그녀 앞에서 창피를 당한다. 어머니가 병을 앓다 돌아가시는 그 시간에 현유학에게 잡혀 있느라 함께하지 못한 이후로 심경의 변화를 겪게 된다.
이후에 괴롭히던 셋 하나를 차도에 밀어 사고를 당하게 되고, 김현은 문제아들을 모아놓은 학교로 가게 된다. 그곳에서 전 학교에서 현유학에게 당한 것처럼 매일 얻어맞게 되고 자신과 비슷한 처지인 룸메이트가 끝내 자살을 하자, 자신도 자살을 결심한다. 하지만 그동안의 수모들이 떠올라 필사적으로 줄을 끊고 살았고, 몇 일 뒤 김성빈이 전학 오자 그 경험으로 강해지고 극복해내고자 복싱을 배우게 된다.
무명고에서 졸업에 성공한 뒤 원래 다니던 고등학교로 복학하게 되었고, 이후 복수를 위해 현유학을 여러 번 도발하다가 죽기 직전까지 맞은 김현은 잽 몇 방을 맞지 않을 위치까지 날려 밀어낸 후 원투로 딱 한 방을 날려 현유학을 쓰러뜨린다. 이후 현유학에게 다가가서는 갑자기 웃으며,
| “ | 얘들아!! 재밌냐?! 재밌지?! 응? 재밌잖아! 이 XXX들아! | ” |

물론 극중에서는 구경 나온 학생들을 향해 한 말이지만 결국 이 만화를 통해 대리 만족을 위한 학원 폭력물을 기대했던 독자에게도 일침을 한 것이다.
70부에서 키, 몸무게, 생년월일이 공개되었다. 183센티미터, 68킬로그램, 2000년 10월 10일생.
- 유지현

김현과 같은 일호선 초등학교를 나왔다. 김현과 같이 교무실 청소를 맡게 되었을 때, 초등학교 5학년 때 같은 반이었떤 인연으로 김현에게 먼저 말을 걸어온다. 그 이후에 김현에게 살갑게 대해 주고 먼저 만날 약속을 잡는 등, 김현에게 관심이 있는 듯한 행동을 보인다. 하지만 노래방에서의 일 이후에 김현을 멀리하고 무시한다. 이후 현유학과 만나다가 헤어진 듯하다.
- 현유학

주인공인 김현을 괴롭히는 주동자. 두 명의 아이들을 늘 데리고 다닌다. 두 명의 아이들을 늘 데리고 다닌다. 교사에게 뇌물을 주는 것으로 보이며, 그로 인해 현유학이 김현을 괴롭히는 현장을 목격하고도 대충 넘어가는 교사들의 모습을 볼 수 있다. 김현을 때리고 난 후에는 항상 때린 만큼의 돈을 준다. 유지현을 좋아하며 김현과 유지현이 만나는 현장을 찾아가 김현에게 창피를 준다. 돌아온 김현에게 자신이 그동안 때리고 준 돈에 1,000원까지 더해서 돌려받는다. 표정과 김현이 나간 직후의 반응이 볼 만하다.
- 김성빈

김현의 룸메이트, 조력자이자 학교 생활 터닝 포인트. 안대를 한 채 처음 무명고에 등장한다. 급식을 받다 시비 거는 양아치를 손 봐주면서 자신을 소개하며 수학 경시 대회 대상 수상자이며 전국 체전 복싱 금메달리스트이다. 김현의 절절한 부탁으로 복싱을 훈련시켴서 본의 아니게 김현이 2학년 짱까지 되게 만든다. 김현이 김성빈과 김창기를 이기고 졸업했기 때문에 현재에는 이걸재와 함께 3학년에 머물러 있는 걸로 보였으나 마지막 화에서 김현에 이어 본인도 졸업에 성공한 뒤 원래 다니던 학교로 복학했음이 밝혀졌다. 여담으로 동 작가의 작품 《청춘극장》에서도 출연한 바가 있어 두 작품이 같은 세계관을 공유하는 것으로 보인다.
- 이걸재

무명고 전 짱. 김현이 무명고 오기 전에 3학년 짱이자 싸움 최강. 3학년 중 유일하게 발간 명찰을 달고 있었다. 벙거지 모자를 깊게 눌러 쓰고 피어싱을 한 채 엄청 무뚝뚝한 성격을 가지고 있다. 다른 무명고 3학년들에게 싸움을 자제시키고 그나마 정상적인 생활을 하게끔 하는 질서를 만들었다. 그런데 어느 날 김창기와 최양원, 이봉락이라는 빨간 명찰 3인방이 올라와 계략을 꾸며 이에 당한 이걸재는 2학년으로 강등된다. 결국 2학년에 올라온 김현과 김성빈을 만나 같이 3학년으로 돌아오고, 이봉락을 쓰러뜨린다.
- 남기덕, 정기석

2학년 공동 짱으로서 남기덕이 얼굴 마담이고 정기석이 비선 실세다. 2학년에 올라온 김현과 김성빈을 벼르다 김성빈이 불의의 계략에 말려 김현은 남기덕에게 당한다. 그러나 곧 다시 붙어서 남기덕은 밟히나 정기석은 사실 짱은 자기라며 나선다. 그러나 정기석을 김현이 상대하게 되고 이겨 김현이 2학년 짱이 되고 이후에 이 둘은 징계 끝난 최양원과 이봉락에게 두들겨 맞게 된다.
- 김창기

무명고 짱. 이걸재가 김현과 김성빈에게 3학년 상황을 들려주는 때 처음 이름이 언급된다. 절대 권력자라고 한다. 이후 3학년에 올라간 3인방 앞에 이걸재의 옛 친구인 김희훈을 깔고 앉은 채 음흉한 미소를 남발한다. 사실은 약하다는 설도 있었지만 실제로 69부에서 김현에게 당하면서 약하다는 설은 정확히 맞아들어갔다. 그동안 강한 친구들과 함께하느라 아무도 싸움하는 걸 못 본 것이다. 68부 마지막 컷에서 보여준 싸움 품새를 두고 사실 카포에이라 고수 아니냐는 말도 나왔찌만 69부에서 주먹을 허공으로 휘둘렀다. 모두 기가 막혔는지 교장은 주먹을 부르르 떨고 학생 주임은 땀을 흘리며 교장을 보고 최양원과 이봉락은 뭐가 뭔지 모르겠다는 반응이고 김현, 김성빈, 이걸재는 할 말을 잃었다.
- 최양원, 이봉락

김창기와 함께 3학년에 올라가 이걸재의 치세를 끝내버렸다. 최양원은 남기덕이 갖고 있던 의자를 빼앗아 들고 있었다고 이게 교사의 눈에 띄고 교칙 위반으로 억울하게 2학년으로 강등, 이봉락은 이 상황을 보고 혀를 잘못 놀려서 교사한테 맞고 강등, 둘 다 2개월 징계를 먹고 어디 격리 조치당하게 된다. 결국 풀려나 남기덕이랑 정기석을 비롯한 패거리들을 아무런 피해도 없이 밟아버린다. 그리고 각각 김성빈, 이걸재에게 져서 다시 강등당한다.
- 김희훈

이걸재의 친구였으나 김창기 일당의 계략에 당한 이걸재가 강등당한 후 김창기에게 왕따를 당하게 된다. 3학년에 복귀한 이걸재의 도움을 뿌리치는 등 전형적인 왕따의 모습을 보인다. 결국 괴롭힘을 견디지 못하고 옥상에서 뛰어내리고 이건 이걸재가 김창기에게 도전하게 만드는 계기가 된다. 이후 죽지 않고 졸업 시험에서 모습을 드러냈다.
- 교사

무명고의 교사. 전학 가는 김현을 태우러 완전 낡아빠진 스쿨버스를 타고 등장했다. 김현의 아버지 앞에선 싹싹하게 잘 챙겨주겠다고 하지만 김현이 버스에 타자마자 뒤통수를 후려치며 쓰레기라고 욕한다. 싸움 잘하고 말 잘 듣는 학생들을 선도부로 데리고 다니며 폭력이 절대적인 힘이라고 강조한다. 김현 일행이 최양원과 이봉락을 쓰러뜨리고 김창기에게 도전하기 직전 김창기를 선도부로 발탁해 대결을 무산시킨다. 이후 졸업 시험에서 김현을 대적할 선도부원으로 김창기를 추천한다.
- 교장

무명고의 교장. 김현 입학 때 첫 등장한다. 무슨 속셈인지 졸업 시험을 통과한 김현에게 졸업을 취소한다는 소리를 했고 여기에 전교생, 심지어 최양원과 이봉락까지 반발하자 그렇다면 현재 상태에서 선도부원 하나를 이기는 조건으로 졸업시켜주겠다는 제안을 한다. 그러나 김창기가 황당한 싸움 실력에 맥없이 터지자 주먹을 부르르 떤다.

## 여담
김현이 개코 원숭이 표정을 하고 찍은 사진을 현유학이 인스타그램에 올리는데, 이때 사용된 계정 주소는 작가의 인스타그램 주소이다.
비록 모두 죄수복이긴 하나 등장 인물들의 패션 센스가 상당하다. 특히 이걸재의 벙거지 모자.
단행본 1권이 출간되었다.